# Brown-Swiss

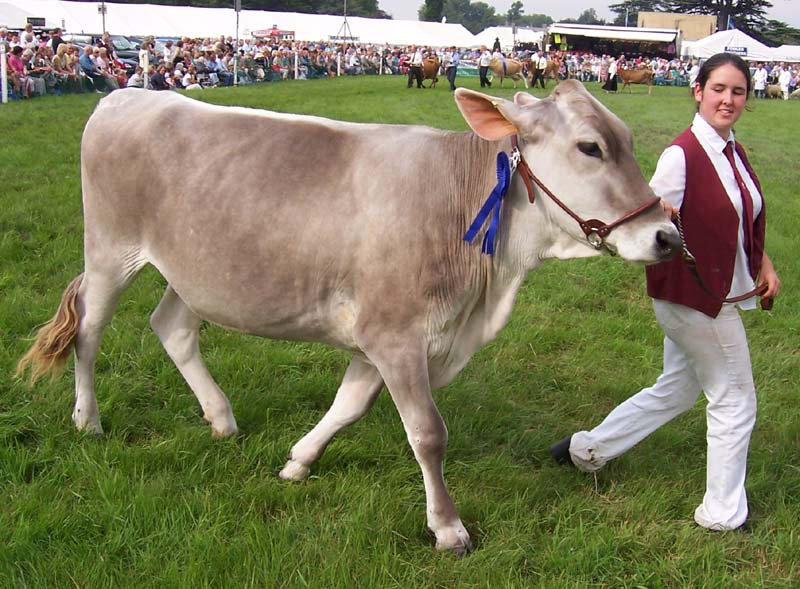
Brown-Swiss

Die Rinderrasse Brown-Swiss wird im Wesentlichen in Nordamerika, insbesondere in den Vereinigten Staaten von Amerika und Kanada gezüchtet.
Bereits im 19. und 20. Jahrhundert wurden Tiere des Braunviehes aus der Schweiz nach Nordamerika importiert. In den USA wurde aus diesen Tieren die neue Rasse Brown-Swiss (dt. Braune Schweizer) mit hoher Milchleistung und geringem Milchfettgehalt gezüchtet.
Nach 1950 wurden in Europa (zuerst in Italien) Brown-Swiss-Rinder in die Rasse Braunvieh eingekreuzt, um deren Größe und Milchleistung zu erhöhen und damit die Wirtschaftlichkeit zu verbessern.
In den 1980er Jahren wurde die Rasse in das Rote Dänische Milchrind eingekreuzt.
Seit den 1980er Jahren ist die Rasse Brown-Swiss in Nordamerika im stetigen Rückgang begriffen. Dies ist bedingt durch die Konkurrenz des Holstein-Rindes, das eine höhere Milchleistung besitzt.
In Europa wird das Brown Swiss vor allem in der östlichen Schweiz, Südtirol und fast ganz Österreich gehalten, aber auch im Allgäu ist das Brown-Swiss sehr bekannt und weit verbreitet.
In Deutschland und im restlichen Europa ist das Brown-Swiss wegen des Eiweißgehaltes in vielen Holstein-Rinderherden zu finden. In den Niederlanden gibt es einige Kreuzungstiere mit Holstein-Frisian-Tieren.
Auch im Export spielen Brown-Swiss-Färsen eine wichtige Rolle, nicht zuletzt wegen der hohen Hitzeresistenz.